# Ústav přístrojové techniky Akademie věd České republiky
Ústav přístrojové techniky AV ČR, v. v. i. (ÚPT AV ČR) je česká veřejná výzkumná instituce, jeden z ústavů Akademie věd České republiky. Sídlí v Králově Poli v Brně a zabývá se výzkumem a vývojem v oblasti aplikované fyziky.

## Historie

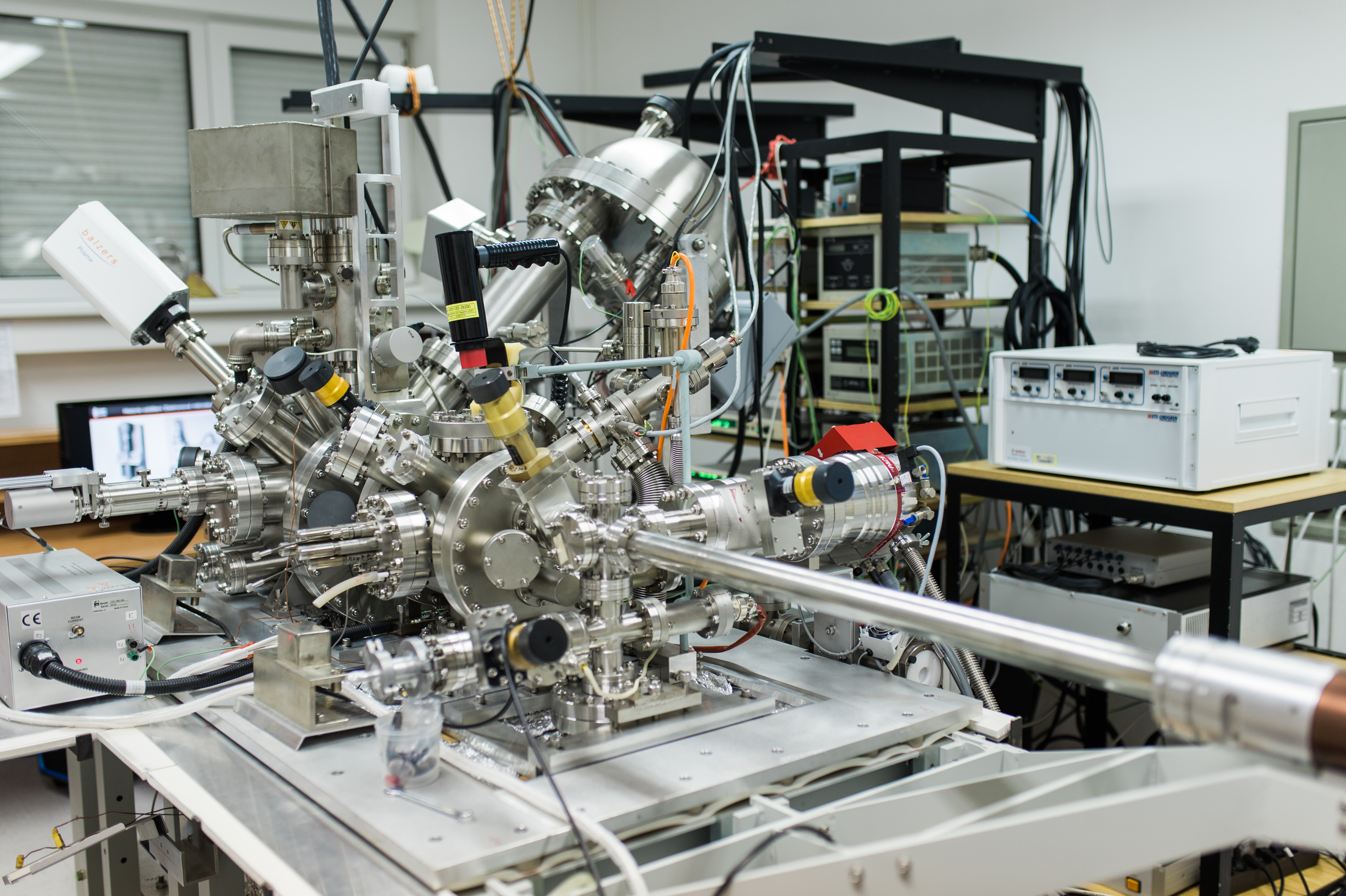
Elektronový mikroskop familiérně nazývaný Mamut v prostorách ústavu

Pracoviště s názvem Ústav přístrojové techniky ČSAV bylo zřízeno usnesením XXVII. zasedání prezidia Československé akademie věd (ČSAV) ze dne 16. listopadu 1956 s účinností od 1. ledna 1957 a vzniklo z brněnského pracoviště Vývojových dílen ČSAV. Základy současné struktury ÚPT byly položeny o tři roky později, když spolu se stěhováním do nové budovy na adrese Královopolská 147 v Brně byla 1. ledna 1960 do ÚPT sloučena tři pracoviště ČSAV: pražské pracoviště Vývojových dílen ČSAV, Laboratoř elektronové optiky ČSAV a Laboratoř průmyslové elektroniky ČSAV. To se promítlo do ustavení tří výzkumných oddělení: oddělení vysokofrekvenční spektroskopie, oddělení infračervené spektroskopie a oddělení elektronové optiky. Jedním z hlavních úkolů ÚPT bylo v době jeho vzniku zajištění přístrojového vybavení pro ostatní ústavy ČSAV. Od založení ústavu jeho pracovníci vynikali kombinací fyzikálních přístupů s inženýrskou precizností a praktičností. Část z nich navazovala na výsledky ze svých předešlých pracovišť sloučených do ÚPT a ten proto od samého počátku své existence patřil mezi špičková pracoviště svého oboru. V letech 1961–1990 byl ředitelem ústavu Armin Delong.
V prvních desetiletích své existence byl ústav ve srovnání s jinými vědeckými pracovišti zaměřen velice prakticky. Svým zaměřením pokrýval především elektronovou optiku a mikroskopii, jadernou magnetickou rezonanci, infračervenou spektroskopii a po objevu laserů i problematiku kvantových generátorů světla. Cílem práce byla většinou stavba konkrétního přístroje a v tom bylo dosaženo mnoha úspěchů. Řada zde vyvinutých druhů přístrojů byla ve své době unikátní nejen v tuzemsku, ale výrazně ovlivnila i jejich další rozvoj za železnou oponou.
V 80. letech 20. století se ÚPT postupně odkláněl od vývoje kompletních funkčních vzorků nebo dokonce prototypů rozsáhlejších zařízení a zaměřil svou pozornost více na přístrojové prvky a nové experimentální metody. Novou oblastí výzkumu byla elektronová litografie.
Další vývoj ústavu v devadesátých letech ovlivnila změna politického systému. Od 31. prosince 1992 se stal ÚPT ve smyslu zákona č. 283/1992 Sb. pracovištěm Akademie věd České republiky a spolu s celou AV ČR u něj došlo k výrazným redukcím. Z původních 250 pracovníků v roce 1989 zůstalo jen cca 40 %. Ústav se v této době dále odkláněl od aplikačního a preferoval základní výzkum.
V průběhu dalších dvaceti let ÚPT výrazně rozšířil svou mezinárodní spolupráci. K vývoji došlo i ve výzkumném zaměření, které se rozšířilo o dynamicky se rozvíjející obory jako snímání a zpracování biosignálů, aplikace laserů v mikrotechnologiích a nanometrologii a rozvíjení vybraných nanotechnologických postupů. A většina výzkumných aktivit opět nachází uplatnění při spolupráci s aplikačními partney nejen na akademických nebo vysokoškolských pracovištích, ale i v průmyslových podnicích.
Poslední změna právní formy proběhla 1. ledna 2007, kdy na základě zákona č. 341/2005 Sb. ÚPT přestal být příspěvkovou organizací a stal se veřejnou výzkumnou organizaci.

### Významné úspěchy ÚPT
- 1951 – pracovníci vývojových dílen ČSAV (od 1. ledna 1957 ÚPT ČSAV) zkonstruovali první elektronový mikroskop v Československu. Postupným zdokonalováním byl vyvinut první stolní prozařovací mikroskop BS 242, od roku 1955 sériově vyráběný v brněnské Tesle a v roce 1958 oceněný zlatou medailí na výstavě Expo 58 v Bruselu. Na něj navazoval vývoj dalších mikroskopů a úspěšný rozvoj řady nekonvenčních metod elektronové mikroskopie.
- 1959 – vyvinut laboratorní dvoupaprskový infračervený spektrofotometr.
- 1960 – postaven přístroj pro měření optické anizotropie roztoků v hydrodynamickém poli.
- 1960 – postaven první spektrometr jaderné magnetické rezonance na frekvenci 30 MHz pro potřeby ČSAV. Od roku 1966 byly tyto spektrometry rovněž vyráběny v podniku Tesla Brno.
- 1963 – zkonstruován fotoelektrický polarimetr pro měření optické rotační disperze organických látek.
- 1963 – 16. října 1963 spuštění prvního plynového He-Ne laseru o vlnové délce 3,39 µm postaveného v Československu (světová premiéra byla v roce 1960). Od roku 1964 byly v podniku Meopta Přerov vyráběny již tři typy plynových laserů.
- 1964 – 4. března 1964 spuštění pulsního rubínového laseru o vlnové délce 632,8 nm.
- 1965 – sestavení víceúčelové vakuové pece vhodné pro pájení, tavení, svařování, žíhání a jiné technologické procesy využívající elektronového svazku.
- 1966 – zkonstruován rubínový laser s obřími pulsy určeného pro studium polovodičů.
- 1968 – sestaven laserový referenční měřič délek a rychlostí. Od roku 1973 vyráběn pod označením LA 3000 a LA 3001 v podniku Metra Blansko.
- 1969 – sestavení elektronové svářečky ES-2 používané řadou československých pracovišť.
- Konec 60. let – ukončen vývoj jednofrekvenčního jednobodového laseru se stabilizovanou frekvencí. Od roku 1971 vyráběn pod odznačením LA 1000 v podniku Metra Blansko.
- 1970 – do provozu uveden He-Cd laser o vlnové délce 441,6 nm s možností emise v ultrafialové oblasti.
- 1972 – prostřednictvím měření na jednofrekvenčním jednobodovém laseru se stabilizovanou frekvencí vyvinutém v ÚPT vytvořen československý laserový subnormál délek.
- 1974 – dokončen vývoj laserové vrtačky diamantů.
- 1977 – zkonstruován laserový měřič rychlosti.
- 1978 – dokončena stavba CW-FT NMR pulsního fourierovského spektrometru (1978 oceněn na výstavě Naučpribor v Moskvě).
- 1978 – dokončen vývoj laserového interferenčního přístroje LIMS, který zajišťoval měření vzdáleností, rychlosti, přímosti, rovinnosti, malých úhlů s možnostmi korekcí na hodnotu index lomu vzduchu. Od roku 1983 vyráběn v podniku Metra Blansko.
- 1982 – dokončen laserový systém pro měření ve dvou souřadnicích s rozlišením 40 nm.
- 1982 – dokončen vývoj elektronového litografu.

## Výzkumné zaměření

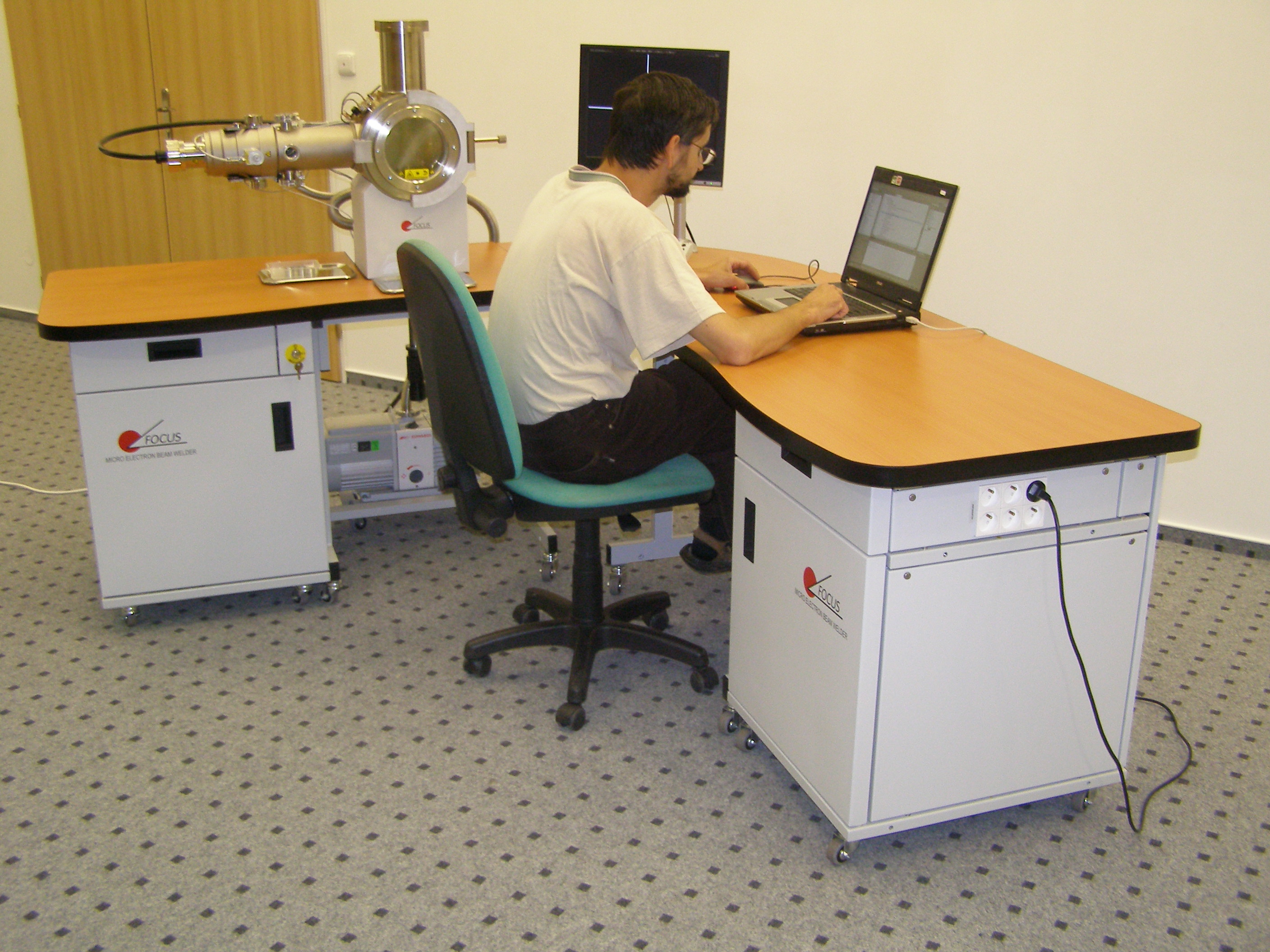
Elektronová svářečka MEBW 60/2

Výzkumné aktivity ÚPT směřovaly v roce 2011 do těchto oblastí:
- magnetická rezonance,
- elektronová mikroskopie a mikroanalýza,
- využití laserů,
- měření a zpracování biosignálů,
- konstrukce vědeckých přístrojů a jejich částí,
- zdokonalování  využití speciálních technologií.

Pro činnost pracoviště je charakteristické propojení teoretického, experimentálního a aplikovaného výzkumu. Hlavní úsilí směřuje k objevování a rozvíjení nových experimentálních metod studia mikrostruktury živé i neživé hmoty. Při ověřování principů jsou získávány původní teoretické výsledky ve vybraných oblastech přírodních i technických věd společně s vytvořenými unikátními přístrojovými prvky a metodickými postupy. Konečným cílem je nasazení vypracovaných metod v základním i aplikovaném výzkumu především v biomedicínských a fyzikálně materiálových oborech, případně zhodnocení dosažených výsledků v průmyslu.

## Organizační struktura
V čele ÚPT stojí ředitel.
Výzkumná činnost ústavu se odehrává v šesti odděleních (které se dále člení na výzkumné týmy):
- Elektronové a plasmové technologie
- Elektronová mikrosopie
- Magnetická rezonance a kryogenika
- Medicínské signály
- Mikrofotonika
- Koherenční optika

## Spolupráce
Výzkumné zaměření a orientace na teoretický, experimentální i aplikovaný výzkum umožňuje ÚPT intenzivně spolupracovat s těmito pracovišti:
- výzkumné a odborné instituce v ČR i zahraničí – společný výzkum, výměna vědeckých poznatků,
- průmyslové podniky, aplikační partneři – společný výzkum, přenos výsledků do praxe,
- vysoké školy – společný výzkum, vzdělávání a výchova nových vědeckých pracovníků.

## Projekt ALISI
Aplikační a vývojové laboratoře pokročilých mikrotechnologií a nanotechnologií (ALISI) jsou od 1. ledna 2010 součástí výzkumné struktury ÚPT. Jsou zaměřeny na výzkumné aktivity, které mají potenciál z hlediska přenosu výsledků výzkumu do praxe. Vybudování laboratoří bylo předmětem projektu ALISI spolufinancovaného v letech 2010–2013 z prostředků Operačního programu Výzkum a vývoj pro inovace.